# Coregonus
Coregonus vormt samen met de geslachten Stenodus en Prosopium de onderfamilie van de houtingen. Dit zijn zalmachtige vissen die behoren tot de orde Salmoniformes. Over de taxonomische status van de houtingen als onderfamilie bestaat geen consensus. Kottelat en Freyhof (2007) beschouwen de houtingen als aparte familie, gevormd door de drie genoemde geslachten.
In het gebied rond het Bodenmeer heet een houting een Felchen. In Beieren en Oostenrijk is de naam Renke en in Noord-Duitsland heten houtingen Maränen (marenen in het Nederlands). In het Engels heten ze whitefish of cisco en in het Noors en het Zweeds heet een houting een sik. De naam is afgeleid van de Griekse woorden Kora (oogpupil) en gonia (hoek).

## Nadere beschrijving
Coregonus heeft binnen de familie van de zalmachtigen de meeste soorten. Deze soorten zijn op uiterlijke kenmerken bijzonder lastig van elkaar te onderscheiden. De vorm, rangschikking en het aantal kieuwboogaanhangels vormen de belangrijkste kenmerken.
Veel soorten zijn ontstaan na de laatste IJstijd in meren die de gletsjers achter lieten.
Houtingen leven meestal in diepe meren (meer dan 50 m), bijvoorbeeld in de Alpenmeren zoals het Bodenmeer, Meer van Neuchâtel en Meer van Genève, de Italiaanse meren en ook de Noord-Duitse meren zoals de Schaalsee bij Ratzeburg, Schweriner See en het meer van Plön. Maar ook in de Grote Meren in Noord-Amerika en het Baikalmeer leven houtingsoorten. Sommige soorten leven of leefden als anadrome vissen in de Oostzee en de Noordzee. Houtingen eten - afhankelijk van het type - plankton of macrofauna. Nauw verwante soorten hebben vaak verschillende ecologische niche. Sommige soorten foerageren vooral in het open water, andere zijn meer gericht op benthisch voedsel (van de meerbodem).

## Visserij
Houtingen zijn als consumptievis zeer gewild, vooral gebraden of gerookt. Speciaal de houting uit het Bodenmeer (Coregonus wartmanni, ook wel beschouwd als ondersoort van de grote marene) is zeer populair. Op deze vis bestaat reeds lang een beroepsvisserij en verder is de vis bij sportvissers zeer geliefd. Hetzelfde geldt voor een houtingsoort uit het Baikalmeer, de omoel.

## Natuurbescherming
Veel houtingen behoren tot de meest bedreigde vissoorten. Zowel in Noord-Amerika als in Europa zijn de populaties gedurende de 19de en 20ste eeuw overbevist of werden ze weggeconcurreerd door de uitzetting van verwante vissoorten uit totaal andere gebieden.
Negen soorten worden als uitgestorven beschouwd: Coregonus alpenae, Coregonus bezola, Coregonus fera, Coregonus gutturosus, Coregonus hiemalis, Coregonus johannae, Coregonus nigripinnis, Coregonus oxyrinchus en Coregonus restrictus. Verder zijn er drie soorten ernstig bedreigd, vijf bedreigd en 14 soorten kwetsbaar.

## Soortenoverzicht van het geslacht:Coregonus
De volgende soorten worden tot het geslacht gerekend:
- Coregonus albellus Fatio, 1890
- Coregonus albula (Linnaeus, 1758) – Kleine marene
- Coregonus alpenae (Koelz, 1924)
- Coregonus alpinus Fatio, 1885
- Coregonus anaulorum Chereshnev, 1996
- Coregonus arenicolus Kottelat, 1997
- Coregonus artedi Lesueur, 1818
- Coregonus atterensis Kottelat, 1997
- Coregonus austriacus Vogt, 1909
- Coregonus autumnalis (Pallas, 1776)
- Coregonus baerii Kessler, 1864
- Coregonus baicalensis Dybowski, 1874
- Coregonus baunti Mukhomediyarov, 1948
- Coregonus bavaricus Hofer, 1909
- Coregonus bezola Fatio, 1888
- Coregonus candidus Goll, 1883
- Coregonus chadary Dybowski, 1869
- Coregonus clupeaformis (Mitchill, 1818)
- Coregonus clupeoides Lacepède, 1803
- Coregonus confusus Fatio, 1885
- Coregonus danneri Vogt, 1908
- Coregonus duplex Fatio, 1890
- Coregonus fatioi Kottelat, 1997
- Coregonus fera Jurine, 1825
- Coregonus fontanae Schulz & Freyhof, 2003
- Coregonus gutturosus (Gmelin, 1818)
- Coregonus heglingus Schinz, 1822
- Coregonus hiemalis Jurine, 1825
- Coregonus hoferi Berg, 1932
- Coregonus holsata Thienemann, 1916
- Coregonus hoyi (Milner, 1874)
- Coregonus huntsmani Scott, 1987
- Coregonus johannae (Wagner, 1910)
- Coregonus kiletz Michailovsky, 1903
- Coregonus kiyi (Koelz, 1921)
- Coregonus ladogae Pravdin, Golubev & Belyaeva, 1938
- Coregonus laurettae Bean, 1881
- Coregonus lavaretus (Linnaeus, 1758) – Grote marene
- Coregonus lucinensis Thienemann, 1933
- Coregonus lutokka Kottelat, Bogutskaya & Freyhof, 2005
- Coregonus macrophthalmus Nüsslin, 1882
- Coregonus maraena (Bloch, 1779) – Deense houting
- Coregonus maraenoides Berg, 1916
- Coregonus maxillaris Günther, 1866
- Coregonus megalops Widegren, 1863
- Coregonus migratorius (Georgi, 1775)
- Coregonus muksun (Pallas, 1814)
- Coregonus nasus (Pallas, 1776)
- Coregonus nelsonii Bean, 1884
- Coregonus nigripinnis (Milner, 1874)
- Coregonus nilssoni Valenciennes, 1848
- Coregonus nipigon (Koelz, 1925)
- Coregonus nobilis Haack, 1882
- Coregonus oxyrinchus (Linnaeus, 1758) – Noordzeehouting
- Coregonus palaea Cuvier, 1829
- Coregonus pallasii Valenciennes, 1848
- Coregonus peled (Gmelin, 1789) – Peledmarene
- Coregonus pennantii Valenciennes, 1848
- Coregonus pidschian (Gmelin, 1789)
- Coregonus pollan Thompson, 1835
- Coregonus pravdinellus Dulkeit, 1949
- Coregonus reighardi (Koelz, 1924)
- Coregonus renke (Schrank, 1783)
- Coregonus restrictus Fatio, 1885
- Coregonus sardinella Valenciennes, 1848
- Coregonus stigmaticus Regan, 1908
- Coregonus subautumnalis Kaganowsky, 1932
- Coregonus suidteri Fatio, 1885
- Coregonus trybomi Svärdson, 1979
- Coregonus tugun
  - Coregonus tugun lenensis
  - Coregonus tugun tugun (Pallas, 1814)
- Coregonus ussuriensis Berg, 1906
- Coregonus vandesius Richardson, 1836
- Coregonus vessicus Dryagin, 1932
- Coregonus wartmanni (Bloch, 1784)
- Coregonus widegreni Malmgren, 1863
- Coregonus zenithicus (Jordan & Evermann, 1909)
- Coregonus zuerichensis Nüsslin, 1882
- Coregonus zugensis Nüsslin, 1882